# Cercles des jeunes naturalistes
Pour les articles homonymes, voir CJN.
Les Cercles des jeunes naturalistes (CJN) sont une association à but non lucratif fondée au Québec et faisant la promotion de l'interprétation et de la découverte des sciences de la nature, d'abord chez les jeunes, et de la protection de l'environnement.

## Historique

### Les débuts
Fondé le 27 février 1931 par le frère Adrien Rivard, des Frères de Sainte-Croix, l’organisme a d’abord été soutenu par la Société Canadienne d’Histoire Naturelle (SCHN). Mise sur pied en 1923 par le frère Marie-Victorin, des Frères des écoles chrétiennes, cette société avait pour objet :
- l’étude et la vulgarisation des sciences naturelles au Canada ;
- le développement des travaux de recherches ;
- l’établissement de rapports scientifiques entre naturalistes canadiens et étrangers[2].

Dès leurs débuts, les cercles ont été présentés par Marie-Victorin comme un cadre dans lequel des liens pouvaient être tissés entre écoliers et écolières et les membres de la SCHN. La relation entre les deux organismes est devenue formelle en 1946, à la publication des nouveaux règlements de la constitution de la SCHN. On y précisait, entre autres, que les CJN formaient une filiale de la Société et que leurs buts étaient de : 
- stimuler et diffuser l’étude des sciences naturelles ;
- développer chez les jeunes l’initiative et l’esprit d’observation ;
- favoriser la protection de nos ressources naturelles, l’embellissement de la propriété et l’amour du sol[4].

Il semble que la SCHN ait toujours accordé une grande liberté aux Cercles. Néanmoins en mars 1957 la commission des CJN entreprit de s’affranchir de la SCHN. Le 29 octobre l’organisme acquit son autonomie et devint officiellement une organisation sans but lucratif.

### Jusqu'à maintenant
Ce statut reste inchangé jusqu’à nos jours. Les CJN ont joué un rôle considérable dans l'enseignement des sciences au Québec, aux niveaux primaire et secondaire. Avant la création d'un ministère de l'Éducation, en 1964, et la systématisation administrative de l'enseignement primaire, secondaire, technologique et classique, le Comité catholique du Conseil de l'instruction publique promulguait les programmes et les manuels de l'enseignement public, où la place des sciences de la nature était faible. Les Cercles de jeunes naturalistes (présents avant 1970 presque exclusivement en milieu scolaire) sont alors apparus comme « l'une des rares réponses du système éducatif aux multiples appels en faveur de réformes » qu’ont lancés certains intellectuels, dès les années 1930, entre autres, le frère Marie-Victorin, botaniste et Adrien Pouliot, mathématicien.
Les cercles étaient très nombreux dans les écoles dirigées par les communautés religieuses de femmes. Elles ont contribué à l’essor du mouvement des CJN car plus nombreuses que les religieux, leurs élèves s'y comptaient en plus grand nombre (lequel comptait plus de 30 000 membres durant les années 1960). La vigueur des CJN allait cependant diminuer considérablement au cours de la décennie suivante. De nombreux changements au sein de la société québécoise, la réforme scolaire, la laïcisation du système scolaire ainsi que la refonte de ses programmes, porteraient un coup dur au mouvement. À partir de 1970, il ne reste plus qu’une centaine de cercles actifs au Québec, après en avoir compté plus de 500. Ce nombre est resté  stable jusqu’à maintenant. Depuis la fondation, l’orientation des CJN est restée sensiblement la même. Le siège social des CJN du Québec est situé dans l’édifice administratif du Jardin botanique de Montréal.

### Effectifs
Les CJN comptent des Cercles organisés dans des écoles primaires et secondaires, des services de garde en milieu scolaire, des maisons des Jeunes, des centres communautaires, des centres hospitaliers , des cercles familiaux. Il y a de plus des cercles d’adultes, des membres individuels et des abonnés à la revue Les Naturalistes, la seule revue de vulgarisation des sciences naturelles pour les jeunes au Québec.

## Mission et services
La mission des Cercles se définit ainsi :
- initier les jeunes à l’observation, à l’étude et à la conservation des ressources naturelles de leur milieu ;
- entraîner les jeunes à la recherche personnelle, au travail d’équipe, à la méthode scientifique ;
- inculquer aux jeunes une discipline personnelle, le sens du civisme et le respect de la nature ;
- apprendre aux jeunes à communiquer au sein d’un groupe ;
- orienter, soutenir, assister et former les bénévoles et animateurs de cercles ;
- encourager le loisir scientifique dans le but de rendre les sciences naturelles plus attrayantes aux yeux des jeunes ;
- faire connaître aux jeunes les beautés et richesses de la nature.

Les CJN sont un organisme de service :
- ateliers ;
- animations ;
- jeux et activités éducatives ;
- publications scientifiques diverses ;
- bibliothèque de livres scientifiques au Secrétariat national ;
- kiosques d’information se rapportant aux sciences de la nature et à l’environnement.

## Personnalités
Quelques personnalités qui ont marqué les CJN depuis la fondation jusqu’à nos jours :
- Frère Adrien Rivard (1890-1969) fondateur et directeur général de 1931 à 1947 ;
- Ovila Fournier : directeur de 1947 à 1954 : président (1963-1965) ;
- Frère Marie-Victorin (1885-1944) : président de la Société Canadienne d’Histoire Naturelle (1925-1940), directeur et fondateur de l’Institut et du Jardin botanique de Montréal ; auteur de la Flore laurentienne (1935) ;
- Sœur Marie Jean-Eudes (1897-1978) : membre de la direction des CJN (1945-1963) et auteure d’un mémoire de maîtrise intitulé La flore de Rawdon (1943) ; présidente (1955-1957) ;
- Marcelle Gauvreau (1907-1968) : secrétaire adjointe (1933-1936) et chef du secrétariat (1938-1950) des CJN ; auteure d’un mémoire de maîtrise intitulé Les algues marines du Québec (1939) ;
- Père Dollard Senécal (1912-2002), prêtre jésuite : membre de la direction générale des CJN (1954-1976). Président (1956-1961 et 1965-1976).

## Logos

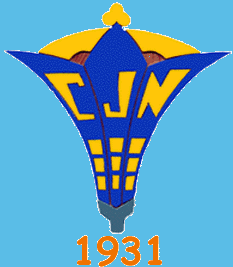
Logo lors de la fondation.
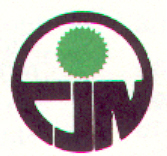
Logo des années 1960.